# Palau de Pimentel

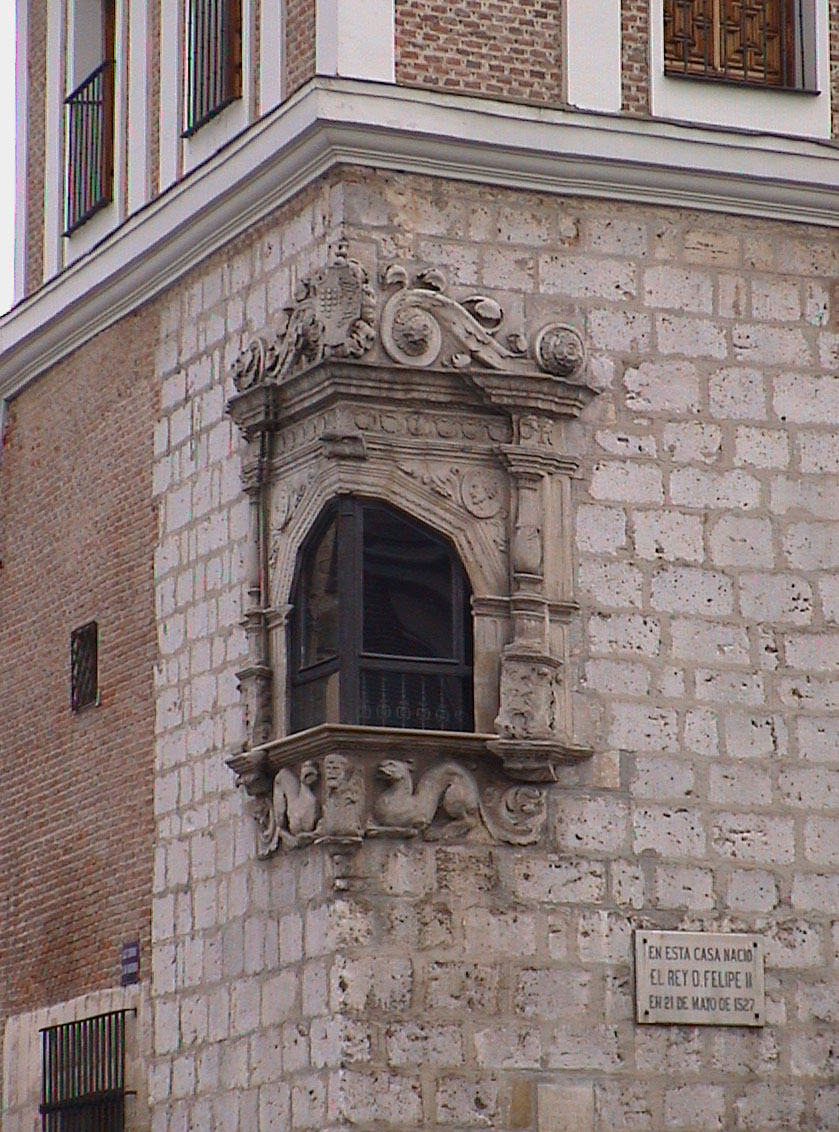
Finestra cantonera del Palau de Pimentel.

El Palau de Pimentel, és un palau de la ciutat de Valladolid, (Castella i Lleó). Felip II de Castella hi va nàixer. L'edifici, exemple d'arquitectura palatina a Valladolid, i situat al carrer Angustias núm. 44, serveix de seu per a la Diputació Provincial de Valladolid.

## Història de la propietat
Tot i que la construcció va començar al segle xv, ha incorporat gradualment elements d'èpoques posteriors. El Marquès d'Astorga en va encarregar la construcció, i passà posteriorment a ser propietat de Bernardino Pimentel, qui n'era amo quan Felip II hi va néixer, com a conseqüència que s'hi hostatjava la família reial per assistir les Corts celebrades a l'abril de 1527. El 1530, l'edifici era propietat dels comtes de Rivadavia. Els hereus d'aquests el van vendre el 1849 a Mariano Reinoso, qui al seu torn el va vendre a la Diputació Provincial de Valladolid el 1875, per instal·lar-hi els oficis, on encara continuen.

## Estructura i modificacions
El palau actual està molt alterat a causa de les grans transformacions que ha sofert al llarg del temps. S'organitza al voltant d'un pati, com era natural en l'arquitectura domèstica val·lisoletana. Al pati s'accedeix mitjançant un vestíbul, que comunica amb el carrer per una portada tardogòtica d'arc rebaixat. Per l'exterior, el més important és la famosa finestra plateresca, de la primeria del segle xvi, a la cantonada. Precisament, aquesta finestra i la torrassa que s'hi eleva, potencien la cantonada, font de perspectives. La finestra té un atrevit arc i una decoració de grotescos seguint els models de les pintures de la Domus Aurea.
El palau consta de dues altures al cos principal i tres a la torrassa. Esta fet de maó excepte en la rematada de les cantonades, la portada i el sòcol que són de pedra. A partir de 1985 el palau va subir euna profunda restauració segons projecte de l'arquitecte Angel Ríos.
Des de la inauguració de la Sala d'Exposicions, després de la restauració del palau el 1990, amb una extensió aproximada de 260 metres quadrats, ha desenvolupat una línia expositiva en què es conjuga la difusió d'artistes locals amb els d'altres comunitats.
La llegenda explica que per una de les finestres del palau, de la qual penja una cadena, va ser tret el rei Felip II en néixer perquè fos batejat a l'església de Sant Pau, ja que en cas que hagués sortit per la porta del palau hauria d'haver estat batejat a la propera Parròquia de Sant Martí. Malgrat tot, sembla que llegenda és una deformació dels fets reals: per al bateig de Felip II es va construir un passadís elevat entre l'església de Sant Pau i el palau perquè la família reial hi passés sense trepitjar el carrer. Com que és un passadís elevat, es va usar com a sortida del palau una de les finestres, sense que se sàpiga amb certesa quina fou exactament.